# 重泉充香
重泉 充香（しげいずみ みか、1982年10月8日 - ）は、日本のファッションモデル、女優、タレントである。「重泉 みか」や、「松本 充香」という名義で活動していたしていたこともある。

## 人物
東京都生まれ。2001年～2006年に雑誌「Ray」の専属モデルとして活躍。2002年（平成14年）からTBSのバラエティー番組『ワンダフル』にレギュラーとして（ワンギャル5期生）、テレビ東京「スタメン」にはレギュラー司会として出演。株式会社ブレイブエンタテインメント所属。2016年、第1子女児を出産。

## 主な出演作品

### テレビドラマ
- 加藤家へいらっしゃい! 〜名古屋嬢っ〜（2004年、名古屋テレビ放送）- 加藤環 役
- スシ王子!（2007年、テレビ朝日）
- ジャッジ 〜島の裁判官奮闘記〜（2007年10月6日、NHK） - 第1話ゲスト・平田かおり 役

### バラエティーテレビ番組
- おはスタ（1998年、テレビ東京）
- ワンダフル（2001年、TBS） - 第5期ワンダフルガールズ
- スタメン（2002年、TX）レギュラー司会
- 旅美人（2003年、CX）
- Models（2005年、TBS）
- DANCE DE LIGHT（2006年、MTV） - レギュラーレポーター
- スシ王子! 7・8話（堤幸彦監督）（2007年、ANB）
- 土曜ドラマ「ジャッジ」（本木一輝監督）（2007年、NHK）

### 映画
- Deep Love アユの物語（2004年）- アユ 役
- FLOWERS（2004年）
- 明日の記憶（2006年）
- トリック劇場版2（2006年）- 吉田美津子役
- クール・ディメンション（2006年）
- キャバギョ!キャバクラ嬢 行政書士の事件簿（準主役、村上大樹監督）（2006年）
- 踊るやくざ (友松直之監督）（2006年）
- ボディ・ジャック（2008年） - 春子 役
- 劇場版カンナさん大成功です！（2009年）

### 舞台
- tsutsumizo teatro「明解 日本語アクセント事変（チーム幸）」（2006年12月30日-2007年1月2日、企画・演出：堤幸彦、於：ウッディシアター中目黒）

### CM
- ブレスエイド（ライオン） （2006年）
- BIG ECHO（2007年）

### PV
- SUPATECH （what's my name?）/ ZEEBRA（2003年）
- Two As One / Crystal Kay×CHEMISTRY（2005年）
- DOGG POUND / Soulja（2007年）

### 雑誌
- Cawaii!専属モデル（主婦の友社）
- Ray専属モデル（2001〜2006年、主婦の友社）